# Янг, Чарлз Огастес
Чарлз Огастес Янг (англ. Charles Augustus Young; 1834—1908) — американский астроном, специалист по физике Солнца.

## Биография
Родился в Хэновере, штат Нью-Гэмпшир.
В 1853 году окончил Дартмутский колледж. С 1857 по 1866 год — профессор математики, физики и астрономии в Вестерн-Резерв-колледже в Гудзоне, с 1866 по 1877 год — профессор в Дартмутском колледже, с 1877 по 1905 год — профессор астрономии в Принстонском университете. С 1872 года — член Национальной академии наук США.
Участвовал в ряде научных экспедиций для наблюдения солнечных затмений, в частности, в 1874 году наблюдал в Пекине прохождение Венеры по диску Солнца, а в 1887 году — наблюдал солнечное затмение в России.
Основные работы посвящены физике Солнца, спектрам комет и астрометрии. Первым в США применил спектральный анализ для изучения Солнца и звёзд. Доказал реальность существования солнечной короны. Автор ряда учебников по астрономии и книги «Солнце» (опубликована в 1882), пользовавшейся большой популярностью.
В 1927 году Расселл, Дуган и Стюарт опубликовали книгу «Astronomy: A Revision of Young’s Manual of Astronomy», в которой подвергли критике взгляды Янга.
Племянницей Чарлза Янга была профессор астрономии Энн Сьюэлл Янг.